# 588
588 (DLXXXVIII) je bilo prestopno leto, ki se je po julijanskem koledarju začelo na četrtek.

## Dogodki
- 1. januar

## Rojstva
- Svintila, kralj Vizigotov († 633)